# Alcides Silveira
Alcides Vicente Silveira (niekiedy Silveyra) Montero (ur. 18 marca 1938 w Montevideo, zm. 16 stycznia 2011 tamże) – piłkarz urugwajski, środkowy obrońca.

## Życiorys
Urodzony w Montevideo Silveira jako piłkarz klubu Sud América Montevideo wziął udział w turnieju Copa América 1959, gdzie Urugwaj zajął przedostatnie, szóste miejsce. Silveira zagrał w czterech meczach – z Paragwajem, Brazylią, Argentyną i Chile.
Następnie wziął udział w ekwadorskim turnieju Copa América 1959, gdzie Urugwaj zdobył tytuł mistrza Ameryki Południowej. Silveira zagrał we wszystkich czterech meczach – z Ekwadorem (zdobył bramkę), Brazylią, Argentyną (zdobył 2 bramki) i Paragwajem. W turnieju pełnił rolę etatowego egzekutora rzutów karnych – wykorzystał wszystkie przyznane jedenastki i zdobył w ten sposób dla swej drużyny 3 bramki. Alcides okazał się objawieniem turnieju nie tylko ze względu na skuteczność egzekwowania rzutów karnych – grając na całej szerokości boiska imponował wyśmienitą kondycją. Był przy tym niezwykle twardy w interwencjach i już w środku pola rozbijał ataki rywali. Nie ograniczał się jednak tylko do działań obronnych, gdyż przy każdej okazji starał się wspomagać akcje ofensywne swojej drużyny. Wypracował swoim kolegom z ataku wiele pozycji strzeleckich.
W 1960 roku przeniósł się do Argentyny i został graczem klubu CA Independiente, z którym zdobył tytuł mistrza Argentyny. Dzięki temu wziął udział w turnieju Copa Libertadores 1961, gdzie jednak Independiente odpadło już w starciu z pierwszym rywalem – brazylijskim klubem SE Palmeiras.
W 1963 roku na krótko zawitał do hiszpańskiego klubu CF Barcelona, po czym wrócił do Argentyny, by grać w barwach klubu Boca Juniors, w którym zadebiutował 26 maja w bezbramkowym meczu z Chacarita Juniors. Razem z Boca Juniors zagrał w finale turnieju Copa Libertadores 1963 przeciwko brazylijskiemu klubowi Santos FC, mającemu w składzie Pelé, króla futbolu.
Następnie jako gracz klubu Boca Juniors w 1964 roku zdobył tytuł mistrza Argentyny, dzięki czemu wziął udział w turnieju Copa Libertadores 1965, gdzie jego zespół dotarł do półfinału. Silveira zdobył dla swego klubu dwie bramki – jedną w wyjazdowym meczu z boliwijskim klubem Club The Strongest i drugą w meczu z ekwadorskim klubem Deportivo Quito. W 1965 roku Silveira po raz trzeci w swej karierze świętował zdobycie mistrzostwa Argentyny. W Copa Libertadores 1966 Boca Juniors dotarł do półfinałowej fazy turnieju.
W Boca Juniors grał do 1968]roku – ostatni raz zagrał 14 lipca w bezbramkowym meczu z Ferro Carril Oeste. Łącznie jako gracz Boca Juniors rozegrał 136 meczów (12 260 minut) i zdobył 5 bramek – z tego w lidze argentyńskiej 114 meczów i 3 bramki.
W sumie w lidze argentyńskiej Silveira rozegrał 157 meczów i zdobył 6 bramek. Następnie wrócił do ojczyzny, by grać w klubie Club Nacional de Football. Razem z klubem Nacional dotarł do finału turnieju Copa Libertadores 1969, gdzie Nacional uległ obrońcy tytułu, argentyńskiemu klubowi Estudiantes La Plata.
Od 19 marca 1959 roku do 22 grudnia 1959 roku Silveira rozegrał w reprezentacji Urugwaju 8 meczów i zdobył 3 bramki.